# Alluaudomyia demeilloni
Alluaudomyia demeilloni är en tvåvingeart som beskrevs av Clastrier och Wirth 1961. Alluaudomyia demeilloni ingår i släktet Alluaudomyia och familjen svidknott.
Artens utbredningsområde är Nigeria. Inga underarter finns listade i Catalogue of Life.